# Finlandia en los Juegos Paralímpicos de Barcelona 1992
Finlandia estuvo representada en los Juegos Paralímpicos de Barcelona 1992 por un total de 67 deportistas, 54 hombres y 13 mujeres.

## Medallistas
El equipo paralímpico finlandés obtuvo las siguientes medallas:
| Nombre                                                                                | Deporte       | Evento                       |
| ------------------------------------------------------------------------------------- | ------------- | ---------------------------- |
| Oro                                                                                   |               |                              |
| Antti Mäkinen                                                                         | Atletismo     | Jabalina C7 masculino        |
| Mikael Saleva                                                                         | Atletismo     | Jabalina THW5 masculino      |
| Merja Hanski Iris Keitel Tarja Pelkonen Airi Penttilä Maria-Terttu Piiroinen          | Golbol        | Torneo femenino              |
| Sanna Huttunen                                                                        | Natación      | 50 m mariposa S5 femenino    |
| Eeva-Riitta Fingerroos                                                                | Natación      | 100 m mariposa B1 femenino   |
| Kimmo Jokinen                                                                         | Tenis de mesa | Individual 9 masculino       |
| Kimmo Jokinen                                                                         | Tenis de mesa | Clase abierta 6-10 masculino |
| Matti Launonen                                                                        | Tenis de mesa | Individual 1 masculino       |
| Plata                                                                                 |               |                              |
| Heikki Lehikoinen                                                                     | Atletismo     | 800 m C7-8 masculino         |
| Heikki Lehikoinen                                                                     | Atletismo     | 1500 m C7-8 masculino        |
| Juha Oikarainen Arto Finska Marko Kauppila Asko Kinnunen Jorma Kivinen Reino Leppänen | Golbol        | Torneo masculino             |
| Ritva Nikkilä                                                                         | Natación      | 50 m espalda S5 femenino     |
| Jari Kurkinen                                                                         | Tenis de mesa | Individual 2 masculino       |
| Elli Korva                                                                            | Tiro con arco | Individual AR2 femenino      |
| Bronce                                                                                |               |                              |
| Jari Gusev                                                                            | Atletismo     | 5000 m B3 masculino          |
| Heikki Lehikoinen                                                                     | Atletismo     | 5000 m C5-8 masculino        |
| Timo Pulkkinen                                                                        | Atletismo     | Maratón B3 masculino         |
| Jorma Laitinen                                                                        | Atletismo     | Peso B3 masculino            |
| Eeva-Riitta Fingerroos                                                                | Natación      | 50 m libre B1 femenino       |
| Eeva-Riitta Fingerroos                                                                | Natación      | 100 m libre B1 femenino      |
| Eeva-Riitta Fingerroos                                                                | Natación      | 100 m espalda B1 femenino    |
| Sanna Huttunen                                                                        | Natación      | 50 m libre S5 femenino       |
| Jari Kurkinen Matti Launonen                                                          | Tenis de mesa | Equipo 2 masculino           |
| Reino Landstedt                                                                       | Tiro          | Olympic Match SH2 mixto      |
| Anja Nurmi                                                                            | Tiro          | Olympic Match SH4 mixto      |